# Premios Príncipe Felipe a la Excelencia Empresarial
Los Premios Felipe a la Excelencia Empresarial son un reconocimiento al mérito empresarial. En la actualidad están englobados dentro de los Premios Príncipe Felipe de España. Están convocados por el Ministerio de Industria Turismo y Comercio de España.

## Finalidad
Estos premios se otorgan a empresas que han realizado un esfuerzo importante para mejorar su competitividad, otorgándoles así un prestigio a las empresas españolas, y un reconocimiento el mérito de dicho esfuerzo. También se busca mediante estos premios, animar a otras empresas a luchar por conseguir dicha distinción.

## Acto de entrega
El Príncipe de Asturias, Felipe de Borbón y Grecia, concedió en su día[¿cuándo?] su nombre a estos premios. El príncipe Felipe preside los actos de entrega